# روان نات
شری روان ناتا، همچنین به عنوان روان سید، کادا سیدا، و کادسیدِشوار نیز شناخته می شود، هفتمین یا هشتمین ناونات هندو بود. روان نات در غرب هندوستان پرستش می‌شود، در غرب هندوستان چندین معبد به او اختصاص داده شده است، و منشا چندین سامپرادایا (فرقه های مذهبی) به او باز می‌گردد که از از معروف‌ترین آن‌ها می‌توان به فرقه ی انچگری اشاره کرد.